# M10驅逐戰車
驅逐戰車（M10 tank destroyer）是美軍在第二次世界大戰期間所使用的一款坦克歼击车。當時的美軍部隊一般都稱它作（美軍當時以一詞來稱呼所有坦克歼击车），而其官方名称为。英国在租借法案下也装备了大量的M10坦克歼击车，被称为“狼獾”式（Wolverine）或“阿基里斯”式（Achilles）。

## 概要
二戰初期，美軍為了彌補在步兵支援，以及突破敵陣兩方面上的不足，於是整編了一支專門對付敵軍坦克的坦克歼击车部隊。可是，最早期被編入這支部隊的，只是一些裝配了37毫米反坦克炮的卡車，或是一些使用75毫米野戰炮的M3半履帶車。而這支部隊後來投入北非作戰，以汲取實戰經驗。然而，在北非的實戰中，這支部隊的問題開始浮現——機動性及防禦力严重不足。為此，美軍開始研發新的武器以取代這支部隊。

## 發展
1941年11月，在德克薩斯州胡德營地成立了坦克歼击车戰術和射擊中心後，陸軍開始發展坦克歼击车營的新型標準裝備，在參閱過軍械部數百個建議後，決定發展一種裝有裝有M7 反坦克炮的坦克歼击车，最初的重心計畫有兩個：
- T1，1940年開始研發，1941年1月更名為M5 3英寸自行火炮，車體基於一種機場用拖車。無砲塔

- T24/T40，1941年10月開始研發，起初T24因為過於高大而被否決並衍生出改良版T40，在1942年5月更名為M9 3英吋自行火炮，車體基於M3中型戰車，無砲塔

當這兩種坦克歼击车進入了最終開發程序後，軍械部開始不滿意於這兩種設計，並於1941年11月額外發布了一個新規格：一個有旋轉砲台的3英吋火砲坦克歼击车，T35方案立即被提出。
T35使用了鑄造的圓形開放式炮塔，並裝配一门來自M6重型坦克的3英吋火炮。車體則基於M4A2中型戰車。由於在菲律賓戰役證實了傾斜裝甲的可用性，也設計出將車體上部兩側和後邊改為斜板的T35E1方案。這兩種原型車在1942年4月交付至阿伯丁試驗場，陸軍選擇了T35E1進行進一步開發。
首先，將T35E1車體上半部的側邊和後邊裝甲從1英寸削減成0.76英吋以減輕車重。同時加上可以裝上額外裝甲板的支架，而本來的圓形炮塔也被替換成易於生產的焊接式五角形炮塔。1942年6月，這款坦克歼击车被更名為，並開始投入生產。1943年秋，M5和M9被正式取消生產合約，M10成為美國二戰前期主力坦克歼击车。
考慮到萬一發生M4A2底盤的產量不足的狀況，另一種基於M4A3底盤的M10A1也被授權生產。

## 構造及武裝
美國軍方打算以這款驅逐戰車打擊敵軍坦克，以掩護步兵進攻。為此，它特別使用了中戰車的底盤，再配上開放式炮塔及一挺白朗寧M2重機槍，以加強支援步兵攻擊的效果。
此外，驅逐戰車的主炮是M7 反坦克炮，比起同期中戰車的75毫米戰車砲更具威力。後來，還使用了M93高初速穿甲彈(HVAP)，威力更勝德國四號坦克，亦發揮了如德國88毫米高射炮一樣的貫穿力。由於這門炮的末端相當的重，加上砲彈放置位置、M2白寧格機槍位置以及其他部件出現設計失誤，讓車身出現不平衡的情況。因此，為其車身後部添加負重，以平衡車身。 
不僅車身重量分佈出現問題，它的炮塔部份也出現一些問題。由於它的炮塔和中戰車並不配合，造成需要手動迴轉炮塔的不便。針對這一點，軍方本打算採用油壓動力迴轉裝置至車身內。但自M36傑克遜驅逐戰車登場後，這個計畫便沒有被實行。

## 實戰
坦克歼击车為美軍在二戰中最著名的驅逐戰車，在北非戰役中，它贏得了莫大的成功－它的主炮能夠在遠距離中貫穿德國坦克的裝甲。但是，它沉重的底盤無法為它帶來高速的行動。因此在1944年初，美國研發了M18地獄貓式驅逐戰車，以彌補驅逐戰車的不足。在戰爭後期的諾曼底戰役中，由於驅逐戰車的主炮無法打穿德國豹式坦克的前甲，所以的位置逐漸由M36驅逐戰車所取代。雖然如此，驅逐戰車仍然有一定的重要性，因此它仍然在部隊中服役，直至戰爭結束。而在對日本的太平洋戰爭中，驅逐戰車仍然負責執行傳統的步兵支援任務。可是，日軍採取的包圍戰術，令裝甲薄弱的驅逐戰車比起全副裝甲的坦克更易受損。而驅逐戰車開放式炮塔也成為敵步兵攻擊的弱點，敵步兵時常將手榴彈扔進炮塔內，炸毀戰車；同时它的炮塔採用手動式轉動設計，要把炮塔轉一圈（360°）時，需要兩分鐘之久，為作戰帶來不便。

## 使用國

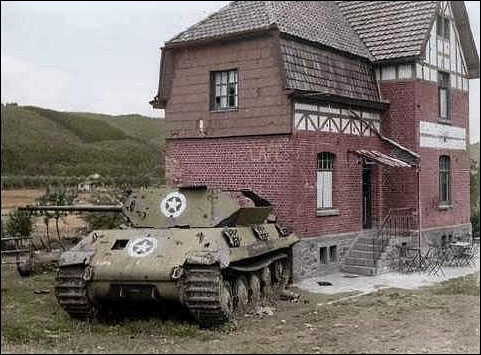
納粹德國在突出部戰役中以豹式戰車改造的偽裝版M10

除了美國外，其它能生產軍備的同盟國因主力反戰車炮規格與美軍不同，因此沒有引進M10的構想，但仍然看中了M10底盤的性能引進改良。而二戰末期有火力更強的M36驅逐戰車服役，M36量產時因底盤分配額度不足，所以挪用了724輛M10與1,113輛M10A1回廠改造成M36，所以美國在後方庫存的M10數量不多，也未作為作為軍援品釋出，二戰後獲得的國家多半是從剩餘軍品中湊整仍可妥善運轉的底盤，結合可用火炮組合成特規車輛。
 苏联
約有52輛M10以租借法案途徑軍援蘇聯，分別在1943年8月（2輛）與1944年1-2月（50輛）取得，編成2個自走砲兵團（1229、1239），每個團編制21輛M10驅逐戰車；1229團為蘇聯第29戰車軍所屬，在1944年編入第3白俄羅斯方面軍，在白俄羅斯、波羅的海、東普魯士夏季戰役等運用；1239團所屬於蘇聯第16戰車軍，在1944年時在白俄羅斯與波蘭作戰。至1945年後，蘇聯將這款驅逐戰車汰除。
 法國
自由法國軍最終配備了227輛M10，但只有155輛是從租借法案提供的軍援額度中移交，其它是在歐洲戰場時由同盟國友軍調用；自由法國在義大利戰役期間便開始操作M10驅逐戰車，和美軍不同的是法國戰車排編制是每排5輛、美軍是每排4輛；在1944年8月解放巴黎戰役中，雷克勒將軍率領的法國第2裝甲師被在巴黎凱旋門附近協和廣場配備的豹式戰車對戰，其中一輛名為「西洛可」（Sirocco）的M10因擊毀豹式戰車，而成為自由法國軍中留存較多照片的M10。
 以色列
以色列在1948年從歐洲戰場蒐羅來一些廢棄的M10驅逐戰車，1951年運回以色列加入以色列國防軍，由於它們是廢棄物資，可想而知車況不好。由於主砲磨損狀況嚴重，以色列軍翻修時將主砲換成法製CN 75-50戰車炮或英製17磅炮，翻修完成的戰車在1955年撥交部隊，並參加了1956年第二次中東戰爭；據信以色列在該役從埃及陸軍擄獲了少量M-10，並換裝了在同場戰役擄獲的柴油引擎版雪曼戰車的柴油引擎。以色列版M-10驅逐戰車在1966年除役。
 中華民國
中華民國在戰後購入拆除武裝的34輛M10，裝備於裝甲砲兵團，由於車上的火砲均無法使用，因此在上海進行改裝，裝置日製105mm榴彈炮並修改部分砲塔結構。來台後編制調整，改編為第四總隊第四十四大隊（裝砲），大隊長曹樹奇，駐地桃園。目前僅在裝甲兵學校以及某裝甲旅營區各保有一輛作展示，但改裝的日製105mm榴彈炮及砲塔的部分改裝結構均已拆除，目前看到的砲管皆不是當時的的炮管。
 納粹德國
1944年突出部之役德軍為滲透盟軍防線進行獅鷲行動，使用約十輛豹式戰車改造偽裝成M10，稱為Panther M10或Ersatz M10（Ersatz 在德語中意為替換）。

## 衍生型號
|                  |                                                |  |  |
| 型號             | 說明                                           |  |  |
|                  |                                                |  |  |
| 驅逐戰車         | 以M4中戰車為底盤的試作型號                     |  |  |
| 驅逐戰車         | 以柴油發動機驅動的型號                         |  |  |
| 驅逐戰車         | 以汽油發動機驅動的型號                         |  |  |
| 驅逐戰車         | 裝備M7戰防炮、炮塔加頂蓋與底盤加強後的型號     |  |  |
| 阿基里斯驱逐战车 | 裝備17磅戰防砲的英國型號                       |  |  |
| M10自走砲        | 裝備九一式榴彈炮的中華民國自走炮型號           |  |  |
| 履帶車           | 把驅逐戰車的炮塔拆除後，用作牽引重型火炮的型號 |  |  |

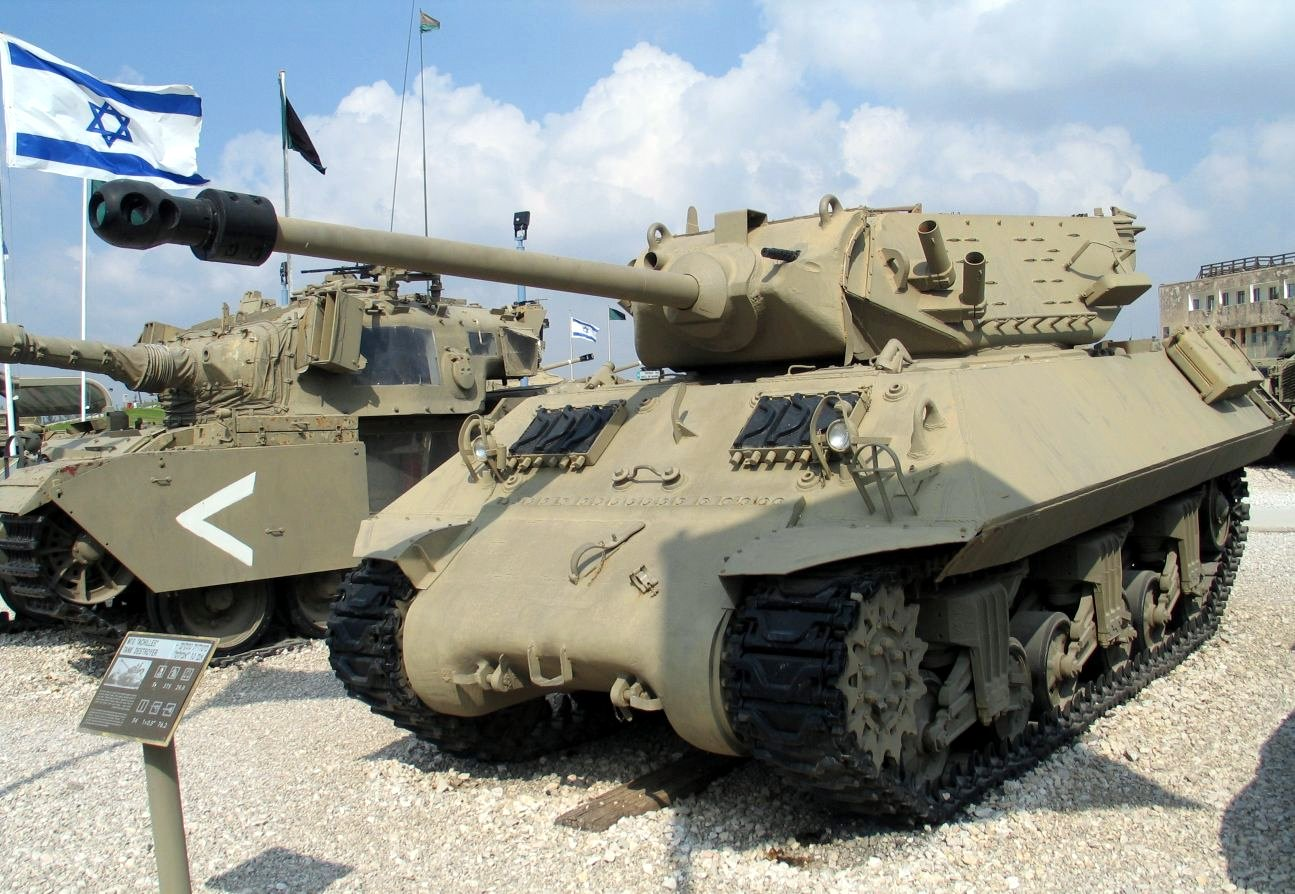
“阿基里斯”驅逐戰車，可見其炮管構造和一般的驅逐戰車有異
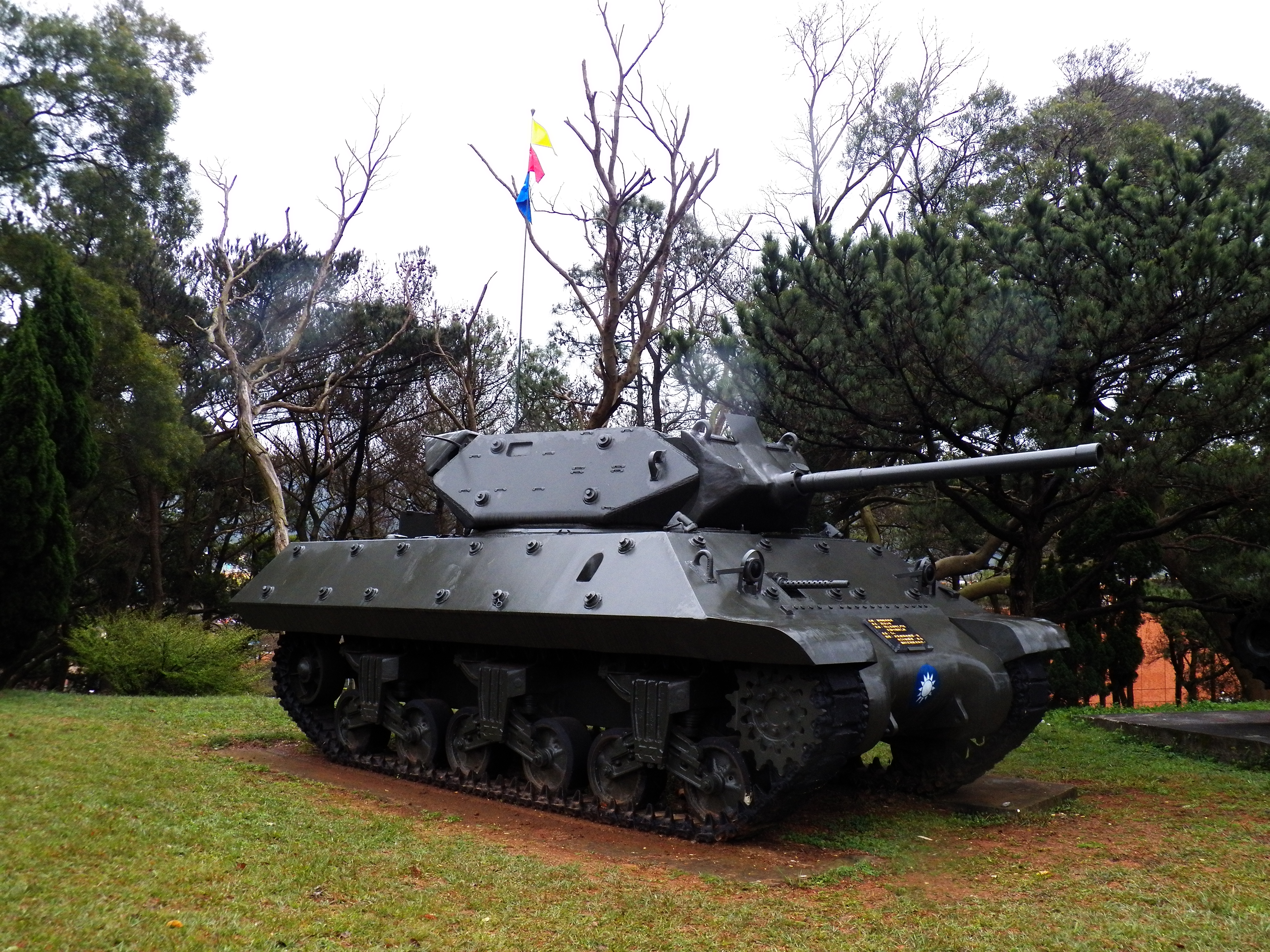
中華民國陸軍裝甲兵訓練指揮部保存的M10驅逐戰車
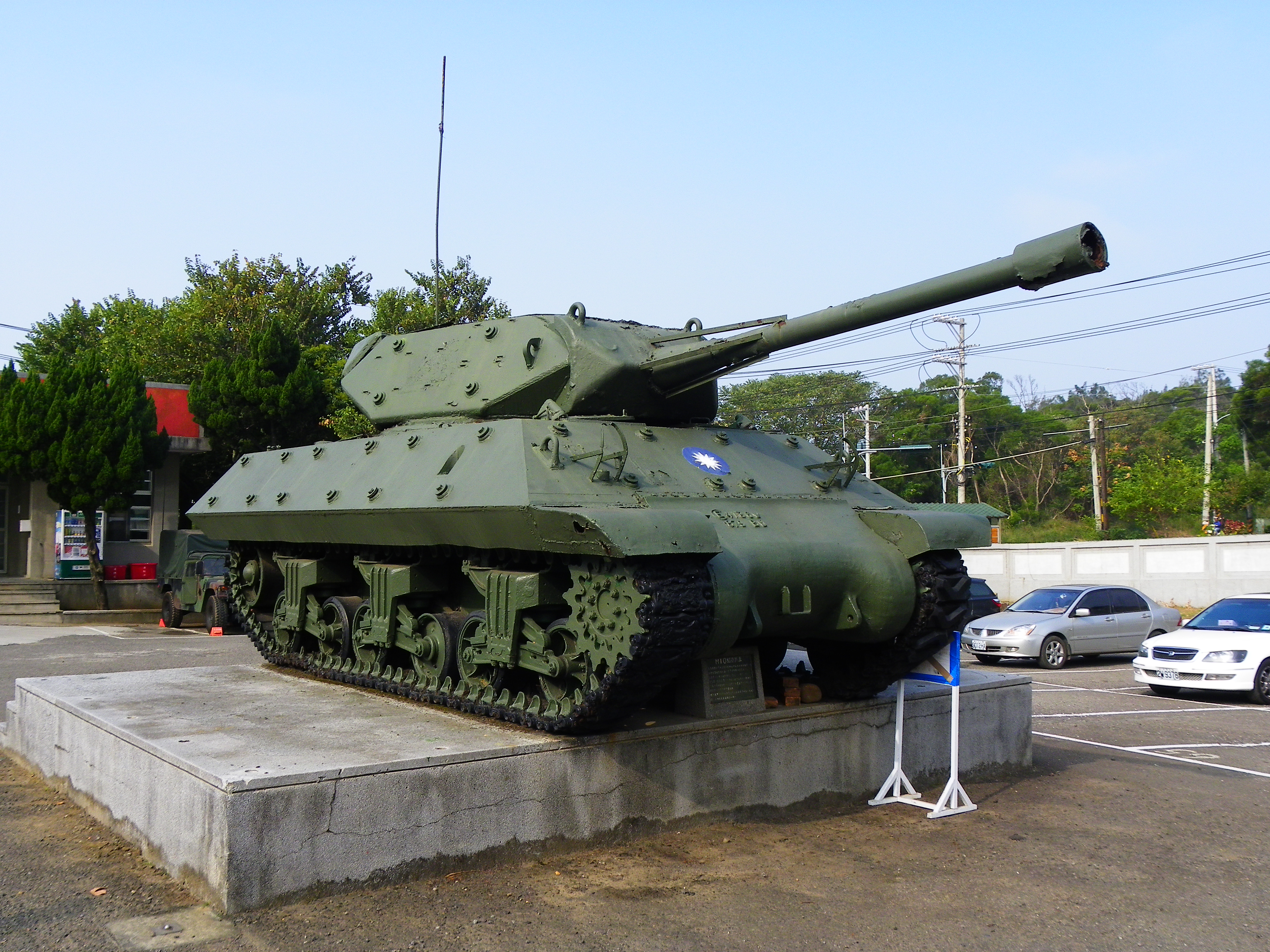
中華民國改裝的M10自走炮，主炮已改為九一式10公分榴彈炮（日语：九一式十糎榴弾砲）

## 流行文化

### 電子遊戲
- 《戰爭雷霆》
- 《應徵入伍》